# Тхеквондо на Європейських іграх 2023
Шаблон:Тхеквондо на Європейських іграх 2023
Змагання з тхеквондо на Європейських іграх 2023 року пройшли з 22 та 23 червня 2023 року в Криниця-Здруй. Змагання пройшли на «Арені Криниця-Здруй». Участь взяли 248 спортсменів з 44 країн Taekwondo returns to the European Games for the second time, after being part of the inaugural edition at Baku 2015, and the G4 grading of the competition means that ranking points won by athletes will be counted for the Paris 2024 Olympic Games qualification..

## Медалісти

### Таблиця медалей
*   Країна-господарка ( Польща)
| Місце                | Країна                     | Золото | Срібло | Бронза | Загалом |
| -------------------- | -------------------------- | ------ | ------ | ------ | ------- |
| 1                    | Іспанія (ESP)              | 4      | 2      | 2      | 8       |
| 2                    | Хорватія (CRO)             | 2      | 1      | 1      | 4       |
| 3                    | Італія (ITA)               | 1      | 1      | 2      | 4       |
| 3                    | Велика Британія (GBR)      | 1      | 1      | 2      | 4       |
| 5                    | Данія (DEN)                | 1      | 0      | 1      | 2       |
| 5                    | Сербія (SRB)               | 1      | 0      | 1      | 2       |
| 7                    | Бельгія (BEL)              | 1      | 0      | 0      | 1       |
| 7                    | Грузія (GEO)               | 1      | 0      | 0      | 1       |
| 9                    | Туреччина (TUR)            | 0      | 1      | 2      | 3       |
| 10                   | Угорщина (HUN)             | 0      | 1      | 1      | 2       |
| 10                   | Азербайджан (AZE)          | 0      | 1      | 1      | 2       |
| 10                   | Чехія (CZE)                | 0      | 1      | 1      | 2       |
| 13                   | Боснія і Герцеговина (BIH) | 0      | 1      | 0      | 1       |
| 13                   | Ірландія (IRL)             | 0      | 1      | 0      | 1       |
| 13                   | Норвегія (NOR)             | 0      | 1      | 0      | 1       |
| 16                   | Греція (GRE)               | 0      | 0      | 3      | 3       |
| 16                   | Франція (FRA)              | 0      | 0      | 3      | 3       |
| 18                   | Німеччина (GER)            | 0      | 0      | 2      | 2       |
| 19                   | Кіпр (CYP)                 | 0      | 0      | 1      | 1       |
| 19                   | Латвія (LAT)               | 0      | 0      | 1      | 1       |
| Загалом (20 збірних) | Загалом (20 збірних)       | 12     | 12     | 24     | 48      |

### Чоловіки
| Дисципліна  | Золото                      | Срібло                            | Бронза                           |
| ----------- | --------------------------- | --------------------------------- | -------------------------------- |
| До 54 кг    | Х'юго Арільйо Іспанія       | Саяд Дадашов Азербайджан          | Константінос Дімітропулус Греція |
| До 54 кг    | Х'юго Арільйо Іспанія       | Саяд Дадашов Азербайджан          | Андреа Конті Італія              |
| До 58 кг    | Адріан Вісенте Іспанія      | Джек Вудлі Ірландія               | Гашим Магомедов Азербайджан      |
| До 58 кг    | Адріан Вісенте Іспанія      | Джек Вудлі Ірландія               | Сіріан Раве Франція              |
| До 63 кг    | Денніс Бретта Італія        | Ловре Бречич Хорватія             | Хоан Хоркера Іспанія             |
| До 63 кг    | Денніс Бретта Італія        | Ловре Бречич Хорватія             | Сулеймен Алафіліпп Франція       |
| До 68 кг    | Хав'єр Перес Іспанія        | Бредлі Сінден Велика Британія     | Отто Херлев Йоргенсен Данія      |
| До 68 кг    | Хав'єр Перес Іспанія        | Бредлі Сінден Велика Британія     | Константінос Хамалідіс Греція    |
| До 74 кг    | Зураб Кінтсурашвіллі Грузія | Неджад Хусич Боснія і Герцеговина | Стефан Таков Сербія              |
| До 74 кг    | Зураб Кінтсурашвіллі Грузія | Неджад Хусич Боснія і Герцеговина | Даніель Кесада Іспанія           |
| До 80 кг    | Еді Грнич Данія             | Річард Ордеман Норвегія           | Апостолос Телікостоглу Греція    |
| До 80 кг    | Еді Грнич Данія             | Річард Ордеман Норвегія           | Хусейн Катраль Туреччина         |
| До 87 кг    |                             |                                   |                                  |
|             |                             |                                   |                                  |
| Понад 87 кг |                             |                                   |                                  |
|             |                             |                                   |                                  |

### Жінки
| Дисципліна  | Золото                      | Срібло                      | Бронза                         |
| ----------- | --------------------------- | --------------------------- | ------------------------------ |
| До 46 кг    | Лена Стойкович Хорватія     | Софія Зампетті Італія       | Киріакі Куттукі Кіпр           |
| До 46 кг    | Лена Стойкович Хорватія     | Софія Зампетті Італія       | Шухеда Нур Челік Німеччина     |
| До 49 кг    | Адріана Сересо Іспанія      | Мерве Дінчель Туреччина     | Меддісон Мур Велика Британія   |
| До 49 кг    | Адріана Сересо Іспанія      | Мерве Дінчель Туреччина     | Суфарада Кісскальт Німеччина   |
| До 53 кг    | Івана Дуванчич Хорватія     | Альма Перес Паррадо Іспанія | Лука Марта Патакфалві Угорщина |
| До 53 кг    | Івана Дуванчич Хорватія     | Альма Перес Паррадо Іспанія | Домініка Гронова Чехія         |
| До 57 кг    | Джейд Джонс Велика Британія | Луана Мартон Угорщина       | Крістіна Томич Хорватія        |
| До 57 кг    | Джейд Джонс Велика Британія | Луана Мартон Угорщина       | Хатідже Кюбра Ільгюн Туреччина |
| До 62 кг    | Сара Чаарі Бельгія          | Петра Столбова Чехія        | Алія Павелл Велика Британія    |
| До 62 кг    | Сара Чаарі Бельгія          | Петра Столбова Чехія        | Йоланда Тарвіда Латвія         |
| До 67 кг    | Александра Перешич Сербія   | Сесілія Кастро Іспанія      | Наталія Д'анджело Італія       |
| До 67 кг    | Александра Перешич Сербія   | Сесілія Кастро Іспанія      | Магда Віт-Енен Франція         |
| До 73 кг    |                             |                             |                                |
|             |                             |                             |                                |
| Понад 73 кг |                             |                             |                                |
|             |                             |                             |                                |